# Bokaal

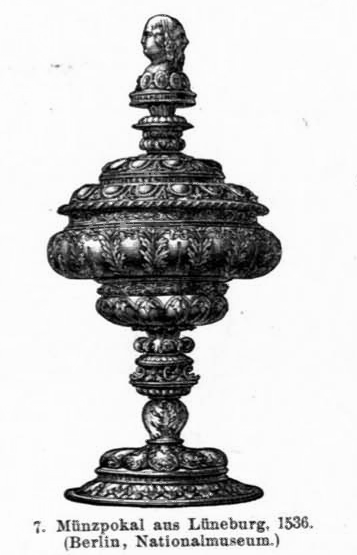
Zestiende-eeuwse rijk versierde bokaal.

Drie bokaalvormige wedstrijdbekers, twee met en één zonder oren. Collectie KITLV.

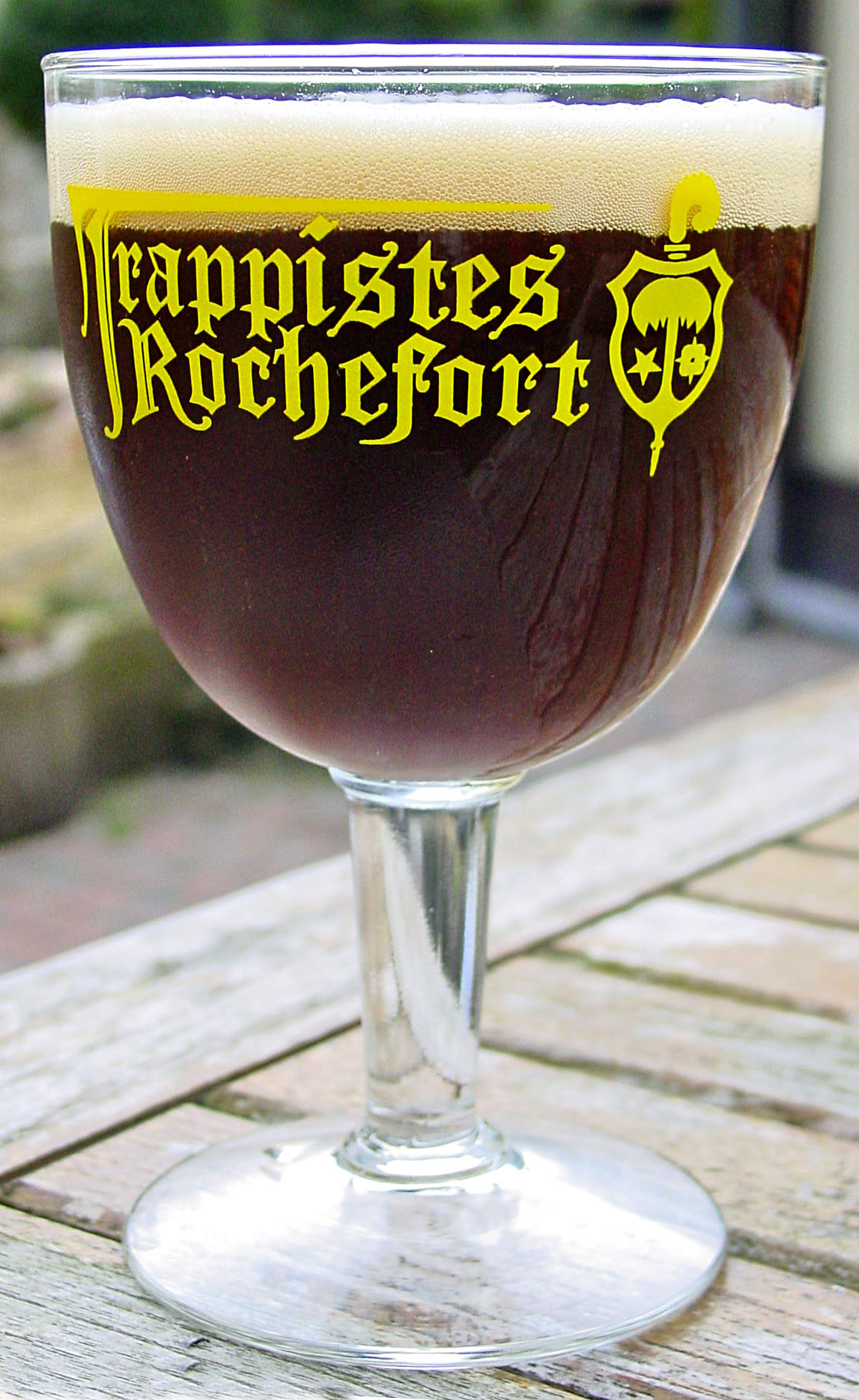
Bokaal voor het Belgische Trappistenbier Rochefort.

Een bokaal (van het Italiaanse boccale) is een grote drinkbeker of kom van metaal (bijvoorbeeld goud, zilver of tin), hout, klei, glas of ander materiaal met een wijde mond en een voet, die gebruikt wordt sinds de middeleeuwen. In de 15e en 16e eeuw werd het tot pronk- en toonbeker en als zodanig vaak ingelegd met goud of zilver en rijk versierd met reliëf, vrijstaande figuren en email, edelstenen of parels. De pronkbokalen werden vaak uitgerust met een deksel met knoppen en grepen, vaak in de vorm van hoofden of figuren. Aan de zijde van buik en deksel werden vaak munten ingelegd. Deze vorm, die uit de gotiek afkomstig was, werd gehandhaafd tot in de 18e eeuw.

## Prijsbeker
De term bokaal wordt sinds de 19e eeuw ook gebruikt voor wedstrijdbeker. Deze wedstrijdbekers zijn vaak druk versierd en vertonen stijlkenmerken die terugvoeren op de pronkbokalen uit vroegere tijden. Grote wedstrijdbekers zijn omwille van de hanteerbaarheid voorzien van oren. De wat kleinere formaten moeten het vaak zonder oren stellen. 

## Bierglas
Bokaal is ook de verzamelnaam voor een bepaald type bierglas. Bokaalglazen hebben een wijdmondse en enigszins bolvormige coupe die rust op een steel met een voet. Er zijn bokalen in allerlei inhoudsmaten en voorzien van velerlei decoraties. Die decoraties hebben vaak geen ander doel dan een bepaald merk bier een eigen gezicht te geven en zodoende de merkidentiteit te versterken. Sinds de jaren zestig van de 20e eeuw verspreiden en promoten brouwerijen bokalen vooral ten behoeve van bovengistende bieren met een complex aroma. Bierkenners menen dat geur en smaak van deze speciaalbieren in een wijdmondse bokaal veel beter tot hun recht komen dan in een relatief nauwmonds bierglas als het fluitje of de jonker.
Het is echter een misverstand dat bokaalglazen louter en alleen voor bovengistende speciaalbieren worden gebruikt. In bepaalde sectoren van de Nederlandse en Belgische horeca heeft altijd een sterke voorkeur geheerst voor het serveren van bier in bokalen, ook als dit ondergistende biersoorten betrof als pilsener en lager. Vooral in deftige restaurants wordt een glas op steel, oftewel een bokaal, wat passender bij de ambiance gevonden dan een glas zonder steel. Om restauranthouders te verleiden hun pilsener bier op tap te nemen, hebben vrijwel alle grote Nederlandse brouwerijen op enig moment bokaalglazen in hun assortiment opgenomen. Over het algemeen zijn de bokalen voor pilsener wat nauwmondser dan de bokalen voor speciaalbier. 
Het bokaalglas van de Antwerpse brouwerij De Koninck staat in de volksmond bekend als bolleke. Het amberkleurige Belgisch speciaalbier dat vanouds in deze bokalen wordt geserveerd heet sinds augustus 2019 niet langer De Koninck (naar de brouwerij) maar Bolleke (naar het glas). Voor zover bekend is dit de eerste maal dat een biermerk vernoemd is naar een glas. In veel Antwerpse cafés maar ook daarbuiten kan met een handgebaar worden aangegeven dat men een bolleke wenst. Hiertoe worden de vingers gekromd als omsluiten zij een bolvormige coupe.
Als bierglas is de bokaal nauw verwant met het kelkglas. De coupe van de bokaal is doorgaans net wat dieper dan die van het kelkglas en ook heeft de bokaal meestal een wat dunnere steel.  